# Kharübdisz

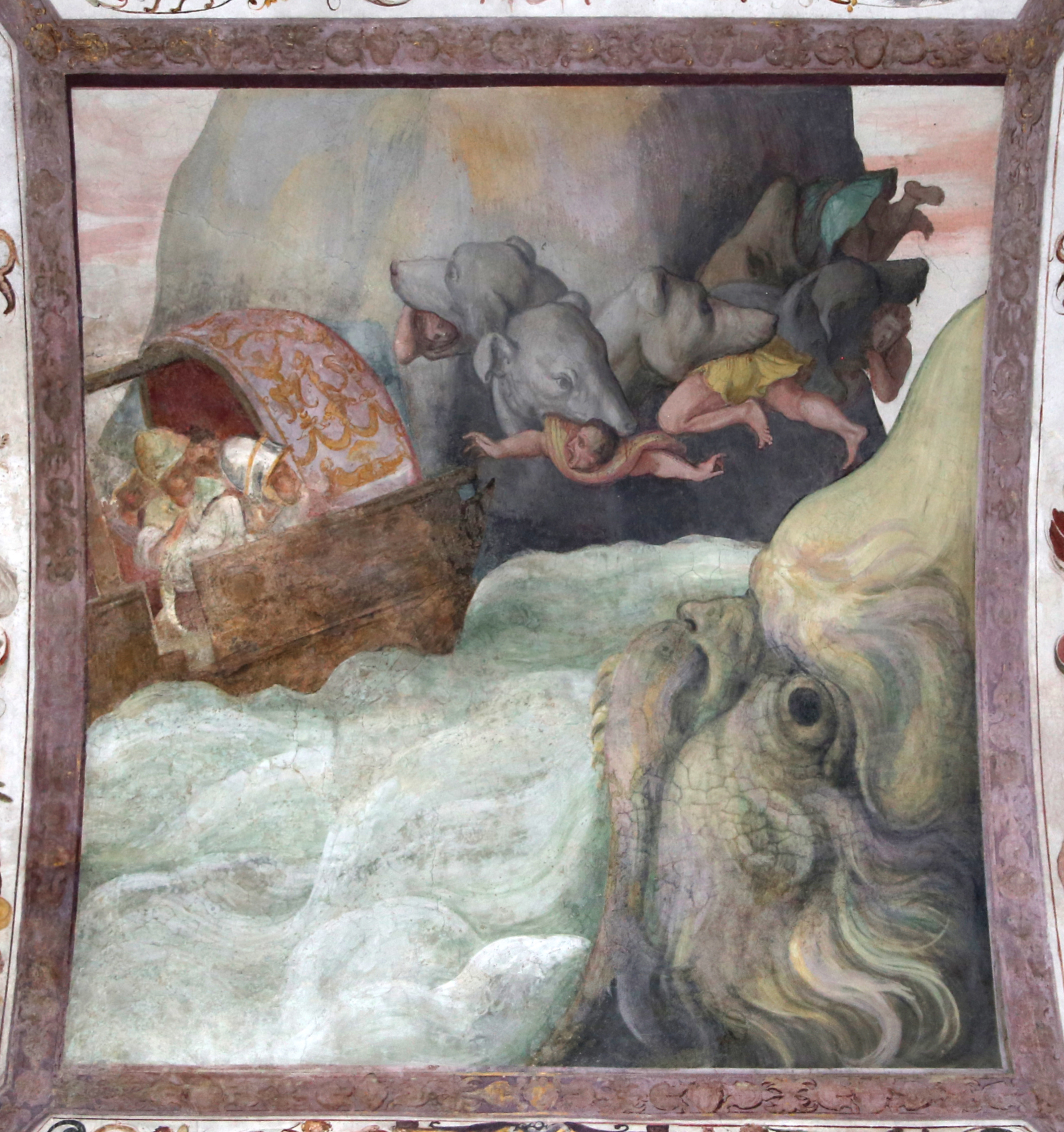
Odüsszeusz hajója Szkülla és Kharübdisz között egy olaszországi freskón

Kharübdisz (görögül: Χάρυβδις, latinosan Charybdis) a görög mitológia egyik tengeri nimfája, Poszeidón és Gaia lánya. Kharübdisz egy tengerszoros egyik oldalán élt, szemben egy sziklaüreggel, amelyben pedig Szkülla tanyázott. A nimfát azonban szörnnyé változtatta Zeusz, mert Gérüón marhacsordájából ellopott és megevett egy állatot, holott azokat Héraklésznek sértetlenül kellett volna leszállítani.
Kharübdisz azóta napi háromszor beszívja, majd kizúdítja a vizet, ezzel halálos veszélybe sodorva a tengerészeket. Ha a hajósok el akarták kerülni az egyik szörnyet, kénytelenek voltak a másikhoz közelebb hajózni. A „Szkülla és Kharübdisz között” kifejezés is innen ered.
Hagyományosan a két szörnyet a Messinai-szoros környékére helyezik, Olaszország és Szicília szigete közé. Egy alternatív változat szerint a hely inkább északnyugat-Görögországban lehetett, a Scilla-foknál, az Amvrakiai-öböl bejáratánál.
Útja során Odüsszeusznak sikerült ugyan elkerülnie Kharübdiszt, de Szkülla elragadta hat tengerészét, mikor hajójával átkelt a szoroson.
Az argonauták történetében a naiaszok egyike.